# Minnesmuseet för kosmonautik
Minnesmuseet för kosmonautik (ryska Музей космонавтики, även känt på engelska som Memorial Museum of Cosmonautics, Memorial Museum of Astronautics, Memorial Museum of Space Exploration), är ett museum i Moskva, Ryssland, tillägnat utforskning av rymden. Museet är beläget inne i basen av Monument till rymdens erövrare i nordöstra delen av staden och öppnade 1984.
Museet innehåller ett brett utbud av sovjetiska och ryska rymdrelaterade utställningar och modeller som utforskar flygets historia; astronomi; utforskning av rymden; rymdteknik; och rymden inom konsten.